# Rudolf vom Bruch
 Rudolf vom Bruch  (* 5. September 1888 in Osnabrück; † 5. Mai 1959 in Eßlingen am Neckar) war ein Arzt und Regionalhistoriker.

## Leben
Bruch wurde 1888 als Sohn eines Eisenbahninspektors in Osnabrück geboren. Er besuchte das dortige Realgymnasium, wo er 1909 das Abitur machte. Anschließend studierte er Medizin in Marburg, Münster und Berlin, wo er 1914 das Staatsexamen ablegte. Er war seit 1911 Mitglied und später Alter Herr der Burschenschaft Prussia Berlin. Von 1914 bis 1918 stand er als Arzt im Kriegsdienst. Danach war er noch bis 1920 im Heeresdienst beschäftigt. 1921 promovierte er in Berlin zum Dr. med. 1922 stellte ihn die Stadt Osnabrück als 2. Stadtarzt ein. Seit 1925 war er als Medizinalrat Leiter des städtischen und staatlichen Medizinalwesens im Stadtkreis Osnabrück. Am 1. April 1936 wurde er auf eigenen Wunsch aus dem städtischen Dienst entlassen und zog nach seiner Scheidung nach Eßlingen, wo er eine hausärztliche Praxis eröffnete. Bruch war in erster Ehe mit Charlotte verheiratet (1924). Die Ehe wurde 1936 geschieden und er heiratete 1937 in zweiter Ehe Irmgard  Ganghofer. Rudolf vom Bruch starb 1959 in Eßlingen.
Bruch hat bis heute Bedeutung durch zwei grundlegende Werke der Landesgeschichtsforschung: „Die Rittersitze des Fürstentums Osnabrück“ (1930) und „Die Rittersitze des Emslandes“ (1962). Diese Bücher sind das Ergebnis von jahrzehntelanger Forschung in Archiven und der Korrespondenz mit vielen Historikern. Beide Bücher sind in etlichen Auflagen erschienen und bis heute Standardwerke der Regionalgeschichtsforschung des Osnabrücker Landes und des Emslandes.

## Schriften
- Über das Auftreten von Dämmerzuständen bei Lues cerebri (= Dissertation). Berlin 1921.
- Die Rittersitze des Fürstentums Osnabrück. F. Schöningh,  Osnabrück 1930. (Nachdrucke bei Th. Wenner, Osnabrück: 1965, 1982, 2004) (Digitalisat der Auflage von 1965)
- Die Rittersitze des Emslandes. Aschendorff, Münster 1965 (mindestens 5 Auflagen).
- Haus Campe. In: Jahrbuch des Emsländischen Heimatvereins 2 (1954), S. 128–136.
- Die Stiftsburg Fresenburg. In: Jahrbuch des Emsländischen Heimatvereins 4 (1957), S. 54–57.